# Phare de Hooper Island

Le phare de Hooper Island (en anglais : Hooper Island Light) est un phare offshore à caisson situé en baie de Chesapeake à l'ouest de l'île Middle Hooper (Hoopers Island) de dans le Comté de Dorchester, Maryland. 
Il est inscrit au Registre national des lieux historiques depuis le 2 décembre 2002 sous le n° 02001426 .

## Historique
La demande initiale d'un feu de signalisation maritime sur ce site a été faite en 1897, mais la construction a été retardée jusqu'en 1901 car la Variety Iron Works Company n'avait pas livré les matériaux à temps. Contrairement aux phares à caisson antérieures de la baie, la fondation a été placée à l'aide du processus de caisson pneumatique, dans lequel le caisson est maintenu sous pression pour expulser l'eau, et l'intérieur est excavé pour ramener le cylindre à la profondeur souhaitée. 
La tour est plus haute que les autres phares à caisson du Maryland en raison de la disposition pour une salle d'observation sous la lanterne au sommet de la tour, le seul exemple dans l'État. Une cloche de brouillard était à l'origine logée dans la galerie inférieure, mais a ensuite été déplacée au niveau de la galerie centrale. Une nouvelle corne de brume a été ajoutée dans les années 1930. La caractéristique a été modifiée plusieurs fois au fil des ans, avec différents motifs d'éclairs et d'éclipses.
Avec de nombreuses autres lumières de la baie de Chesapeake, l'automatisation est arrivée au début des années 1960. En 1976, la lentille de Fresnel d' origine du quatrième ordre a été volée et remplacée par une balise à énergie solaire. La structure a été officiellement remise à la U.S. Lighthouse Society en juin 2009, mais la lumière reste active.

## Description
Le phare  est une tour circulaire en fonte de 10,5 m de haut, avec une triple galerie et une lanterne, montée sur un caisson pneumatique métallique. Le phare est peint en blanc,la lanterne et la salle d'observation est noire, le caisson est rouge.
Il émet, à une hauteur focale de 19 m, un  éclat blanc de 0.6 secondes par période de 6 secondes. Sa portée est de 9 milles nautiques (environ 17 km). Il est équipé d'une cloche de brouillard émettant un souffle toutes les 30 secondes, en continu du 15 septembre au premier juin. 

## Caractéristiques dufeu maritime
Fréquence : 6 secondes (W)
- Lumière : 0.6 seconde
- Obscurité : 5.4 secondes

Identifiant : ARLHS : USA-377 ; USCG : 2-7590 ; Admiralty : J2080 .

### Lien connexe
- Liste des phares du Maryland